# 日本出身のメジャーリーグベースボール選手一覧

日本出身のメジャーリーグベースボール選手一覧（にほんしゅっしんのメジャーリーグベースボールせんしゅいちらん）
この一覧はMLBの公式戦に出場したことがある日本出身の選手のみを記載。日本出身であれば国籍を問わず記載するが、加藤豪将のように日本国籍を持っているが、日本出身ではない選手は含まない。
日本出身初のメジャーリーガーは投手の村上雅則（1964年 - 1965年）。野手は米国統治下の沖縄で生まれた米国籍のボビー・フェンウィック（1972年 - 1973年）。日本国籍を持つ野手としては2001年のイチローと新庄剛志から。2020年に秋山翔吾がシンシナティ・レッズに所属し、MLB公式戦に出場したことで、日本出身選手によるMLB全30球団公式戦出場が達成された。

## 現役のメジャーリーガー
- マイナー・オプションで傘下球団に所属している選手を含むが、MLB公式戦に未出場の場合は含まない。

| 名前           | MLB初出場     | MLB所属球団 |
| -------------- | ------------- | --- |
| 李政厚         | 2024年3月28日 | サンフランシスコ・ジャイアンツ（2024年 - ） |
| 今永昇太       | 2024年4月1日  | シカゴ・カブス（2024年 - ） |
| 大谷翔平       | 2018年3月29日 | ロサンゼルス・エンゼルス（2018年 - 2023年） ロサンゼルス・ドジャース（2024年 - ）                                                                            |
| 小笠原慎之介   | 2025年7月6日  | ワシントン・ナショナルズ（2025年 - ） |
| 菊池雄星       | 2019年3月21日 | シアトル・マリナーズ（2019年 - 2021年） トロント・ブルージェイズ（2022年 - 2024年） ヒューストン・アストロズ（2024年） ロサンゼルス・エンゼルス（2025年 - ） |
| 佐々木朗希     | 2025年3月19日 | ロサンゼルス・ドジャース（2025年 - ） |
| 菅野智之       | 2025年3月30日 | ボルチモア・オリオールズ（2025年 - ） |
| 鈴木誠也       | 2022年4月7日  | シカゴ・カブス（2022年 - ） |
| 千賀滉大       | 2023年4月2日  | ニューヨーク・メッツ（2023年 - ） |
| ダルビッシュ有 | 2012年4月9日  | テキサス・レンジャーズ（2012年 - 2017年） ロサンゼルス・ドジャース（2017年） シカゴ・カブス（2018年 - 2020年） サンディエゴ・パドレス（2021年 - ）           |
| 松井裕樹       | 2024年3月20日 | サンディエゴ・パドレス（2024年 - ） |
| 山本由伸       | 2024年3月21日 | ロサンゼルス・ドジャース（2024年 - ） |
| 吉田正尚       | 2023年3月30日 | ボストン・レッドソックス（2023年 - ） |

## 過去のメジャーリーガー
- 現役続行を前提にFA状態の選手を含む。
- 「現況」には、現役選手の場合は所属球団、引退した選手の場合はその旨を表記する。

| 名前                     | MLB 初出場    | MLB 最終出場  | MLB 出場試合数 | MLB所属球団 | 現況                           |
| ------------------------ | ------------- | ------------- | -------------- | --- | ------------------------------ |
| 青木宣親                 | 2012年4月6日  | 2017年10月1日 | 759            | ミルウォーキー・ブルワーズ（2012年 - 2013年） カンザスシティ・ロイヤルズ（2014年） サンフランシスコ・ジャイアンツ（2015年） シアトル・マリナーズ（2016年） ヒューストン・アストロズ（2017年） トロント・ブルージェイズ（2017年） ニューヨーク・メッツ（2017年）                                         | 引退                           |
| 秋山翔吾                 | 2020年7月24日 | 2021年9月16日 | 142            | シンシナティ・レッズ（2020年 - 2021年） | 広島東洋カープ                 |
| 有原航平                 | 2021年4月3日  | 2022年9月10日 | 15             | テキサス・レンジャーズ（2021年 - 2022年） | 福岡ソフトバンクホークス       |
| 五十嵐亮太               | 2010年4月8日  | 2012年8月12日 | 83             | ニューヨーク・メッツ（2010年 - 2011年） トロント・ブルージェイズ（2012年） ニューヨーク・ヤンキース（2012年） | 引退                           |
| 井川慶                   | 2007年4月7日  | 2008年6月27日 | 16             | ニューヨーク・ヤンキース（2007年 - 2008年） | 所属球団なし（引退は表明せず） |
| 井口資仁                 | 2005年4月4日  | 2008年9月28日 | 493            | シカゴ・ホワイトソックス（2005年 - 2007年） フィラデルフィア・フィリーズ（2007年） サンディエゴ・パドレス（2008年） フィラデルフィア・フィリーズ（2008年） | 引退                           |
| 石井一久                 | 2002年4月6日  | 2005年9月28日 | 105            | ロサンゼルス・ドジャース（2002年 - 2004年） ニューヨーク・メッツ（2005年） | 引退                           |
| イチロー                 | 2001年4月2日  | 2019年3月21日 | 2,653          | シアトル・マリナーズ（2001年 - 2012年） ニューヨーク・ヤンキース（2012年 - 2014年） マイアミ・マーリンズ（2015年 - 2017年） シアトル・マリナーズ（2018年 - 2019年） | 引退                           |
| 伊良部秀輝               | 1997年7月10日 | 2002年7月12日 | 126            | ニューヨーク・ヤンキース（1997年 - 1999年） モントリオール・エクスポズ（2000年 - 2001年） テキサス・レンジャーズ（2002年） | 引退                           |
| 岩隈久志                 | 2012年4月20日 | 2017年5月3日  | 150            | シアトル・マリナーズ（2012年 - 2017年） | 引退                           |
| 岩村明憲                 | 2007年4月2日  | 2010年9月26日 | 408            | タンパベイ・デビルレイズ タンパベイ・レイズ（2007年 - 2009年） ピッツバーグ・パイレーツ（2010年） オークランド・アスレチックス（2010年） | 引退                           |
| 上原浩治                 | 2009年4月8日  | 2017年9月2日  | 436            | ボルチモア・オリオールズ（2009年 - 2011年） テキサス・レンジャーズ（2011年 - 2012年） ボストン・レッドソックス（2013年 - 2016年） シカゴ・カブス（2017年） | 引退                           |
| 上沢直之                 | 2024年5月2日  | 2024年5月3日  | 2              | ボストン・レッドソックス（2024年） | 福岡ソフトバンクホークス       |
| 大家友和                 | 1999年7月19日 | 2009年10月4日 | 204            | ボストン・レッドソックス（1999年 - 2001年） モントリオール・エクスポズ ワシントン・ナショナルズ（2001年 - 2005年） ミルウォーキー・ブルワーズ（2005年 - 2006年） トロント・ブルージェイズ（2007年） クリーブランド・インディアンス（2009年）                                                            | 引退                           |
| 大塚晶則                 | 2004年4月6日  | 2007年7月1日  | 236            | サンディエゴ・パドレス（2004年 - 2005年） テキサス・レンジャーズ（2006年 - 2007年） | 引退                           |
| 岡島秀樹                 | 2007年4月2日  | 2013年6月13日 | 266            | ボストン・レッドソックス（2007年 - 2011年） オークランド・アスレチックス（2013年） | 引退                           |
| 柏田貴史                 | 1997年5月1日  | 1997年9月18日 | 35             | ニューヨーク・メッツ（1997年） | 引退                           |
| 川上憲伸                 | 2009年4月11日 | 2010年9月9日  | 52             | アトランタ・ブレーブス（2009年 - 2010年） | 引退                           |
| 川﨑宗則                 | 2012年4月7日  | 2016年10月2日 | 276            | シアトル・マリナーズ（2012年） トロント・ブルージェイズ（2013年 - 2015年） シカゴ・カブス（2016年） | 栃木ゴールデンブレーブス       |
| 木田優夫                 | 1999年4月5日  | 2005年8月3日  | 65             | デトロイト・タイガース（1998年 - 2000年） ロサンゼルス・ドジャース（2003年 - 2004年） シアトル・マリナーズ（2004年 - 2005年） | 引退                           |
| 黒田博樹                 | 2008年4月4日  | 2014年9月25日 | 212            | ロサンゼルス・ドジャース（2008年 - 2011年） ニューヨーク・ヤンキース（2012年 - 2014年） | 引退                           |
| 桑田真澄                 | 2007年6月10日 | 2007年8月13日 | 19             | ピッツバーグ・パイレーツ（2007年） | 引退                           |
| 小林雅英                 | 2008年4月2日  | 2009年5月7日  | 67             | クリーブランド・インディアンス（2008年 - 2009年） | 引退                           |
| 小宮山悟                 | 2002年4月4日  | 2002年9月11日 | 25             | ニューヨーク・メッツ（2002年） | 引退                           |
| 斎藤隆                   | 2006年4月9日  | 2012年9月30日 | 338            | ロサンゼルス・ドジャース（2006年 - 2008年） ボストン・レッドソックス（2009年） アトランタ・ブレーブス（2010年） ミルウォーキー・ブルワーズ（2011年） アリゾナ・ダイヤモンドバックス（2012年） | 引退                           |
| 佐々木主浩               | 2000年4月5日  | 2003年9月28日 | 228            | シアトル・マリナーズ（2000年 - 2003年） | 引退                           |
| 澤村拓一                 | 2021年4月2日  | 2022年8月28日 | 104            | ボストン・レッドソックス（2021年 - 2022年） | 千葉ロッテマリーンズ           |
| 城島健司                 | 2006年4月3日  | 2009年10月3日 | 462            | シアトル・マリナーズ（2006年 - 2009年） | 引退                           |
| 新庄剛志                 | 2001年4月3日  | 2003年6月27日 | 303            | ニューヨーク・メッツ（2001年） サンフランシスコ・ジャイアンツ（2002年） ニューヨーク・メッツ（2003年） | 引退                           |
| 高津臣吾                 | 2004年4月9日  | 2005年10月2日 | 99             | シカゴ・ホワイトソックス（2004年 - 2005年） ニューヨーク・メッツ（2005年） | 引退                           |
| 高橋建                   | 2009年5月2日  | 2009年9月25日 | 28             | ニューヨーク・メッツ（2009年） | 引退                           |
| 高橋尚成                 | 2010年4月7日  | 2013年4月11日 | 168            | ニューヨーク・メッツ（2010年） ロサンゼルス・エンゼルス・オブ・アナハイム（2011年 - 2012年） ピッツバーグ・パイレーツ（2012年） シカゴ・カブス（2013年） | 引退                           |
| 田口壮                   | 2002年6月10日 | 2009年10月4日 | 672            | セントルイス・カージナルス（2002年 - 2007年） フィラデルフィア・フィリーズ（2008年） シカゴ・カブス（2009年） | 引退                           |
| 田澤純一                 | 2009年8月7日  | 2018年9月30日 | 388            | ボストン・レッドソックス（2009年 - 2016年） マイアミ・マーリンズ（2017年 - 2018年） ロサンゼルス・エンゼルス（2018年） | ENEOS野球部                    |
| 多田野数人               | 2004年4月27日 | 2005年7月16日 | 15             | クリーブランド・インディアンス（2004年 - 2005年） | 引退                           |
| 建山義紀                 | 2011年5月24日 | 2012年9月26日 | 53             | テキサス・レンジャーズ（2011年 - 2012年） | 引退                           |
| 田中賢介                 | 2013年7月9日  | 2013年7月28日 | 15             | サンフランシスコ・ジャイアンツ（2013年） | 引退                           |
| 田中将大                 | 2014年4月4日  | 2020年9月23日 | 174            | ニューヨーク・ヤンキース（2014年 - 2020年） | 読売ジャイアンツ               |
| スティーブ・チットレン   | 1990年9月5日  | 1991年10月2日 | 64             | オークランド・アスレチックス（1990年 - 1991年） | 引退                           |
| 筒香嘉智                 | 2020年7月24日 | 2022年7月31日 | 182            | タンパベイ・レイズ（2020年 - 2021年） ロサンゼルス・ドジャース（2021年） ピッツバーグ・パイレーツ（2021年 - 2022年） | 横浜DeNAベイスターズ           |
| 中村紀洋                 | 2005年4月10日 | 2005年5月6日  | 17             | ロサンゼルス・ドジャース（2005年） | 引退                           |
| 西岡剛                   | 2011年4月1日  | 2012年8月8日  | 71             | ミネソタ・ツインズ（2011年 - 2012年） | 引退                           |
| 野村貴仁                 | 2002年4月3日  | 2002年5月15日 | 21             | ミルウォーキー・ブルワーズ（2002年） | 引退                           |
| 野茂英雄                 | 1995年5月2日  | 2008年4月18日 | 324            | ロサンゼルス・ドジャース（1995年 - 1998年） ニューヨーク・メッツ（1998年） ミルウォーキー・ブルワーズ（1999年） デトロイト・タイガース（2000年） ボストン・レッドソックス（2001年） ロサンゼルス・ドジャース（2002年 - 2004年） タンパベイ・デビルレイズ（2005年） カンザスシティ・ロイヤルズ（2008年） | 引退                           |
| クレイグ・ハウス         | 2000年8月6日  | 2000年9月28日 | 16             | コロラド・ロッキーズ（2000年） | 引退                           |
| 長谷川滋利               | 1997年4月5日  | 2005年9月28日 | 517            | アナハイム・エンゼルス（1997年 - 2001年） シアトル・マリナーズ（2002年 - 2005年） | 引退                           |
| 平野佳寿                 | 2018年3月29日 | 2020年9月27日 | 150            | アリゾナ・ダイヤモンドバックス（2018年 - 2019年） シアトル・マリナーズ（2020年） | オリックス・バファローズ       |
| ボビー・フェンウィック   | 1972年4月26日 | 1973年5月8日  | 41             | ヒューストン・アストロズ（1972年） セントルイス・カージナルス（1973年） | 引退                           |
| 福留孝介                 | 2008年3月31日 | 2012年6月3日  | 596            | シカゴ・カブス（2008年 - 2011年） クリーブランド・インディアンス（2011年） シカゴ・ホワイトソックス（2012年） | 引退                           |
| 福盛和男                 | 2008年3月31日 | 2008年4月24日 | 4              | テキサス・レンジャーズ（2008年） | 引退                           |
| 藤川球児                 | 2013年4月1日  | 2015年5月15日 | 29             | シカゴ・カブス（2013年 - 2014年） テキサス・レンジャーズ（2015年） | 引退                           |
| 藤浪晋太郎               | 2023年4月1日  | 2023年10月1日 | 64             | オークランド・アスレチックス（2023年） ボルチモア・オリオールズ（2023年） | 横浜DeNAベイスターズ           |
| ジム・ボウイ             | 1994年8月3日  | 1994年8月11日 | 6              | オークランド・アスレチックス（1994年） | 引退                           |
| マイケル中村             | 2003年6月7日  | 2004年7月31日 | 31             | ミネソタ・ツインズ（2003年） トロント・ブルージェイズ（2004年） | 引退                           |
| 前田健太                 | 2016年4月6日  | 2025年4月29日 | 226            | ロサンゼルス・ドジャース（2016年 - 2019年） ミネソタ・ツインズ（2020年 - 2021年、2023年） デトロイト・タイガース（2024年 - 2025年） | ニューヨーク・ヤンキース傘下   |
| ジェフ・マカリー         | 1995年5月6日  | 1999年6月22日 | 111            | ピッツバーグ・パイレーツ（1995年） デトロイト・タイガース（1996年） コロラド・ロッキーズ（1997年） ピッツバーグ・パイレーツ（1998年） ヒューストン・アストロズ（1999年） | 引退                           |
| 牧田和久                 | 2018年3月30日 | 2018年9月29日 | 27             | サンディエゴ・パドレス（2018年） | 引退                           |
| キース・マクドナルド     | 2000年7月4日  | 2001年9月28日 | 8              | セントルイス・カージナルス（2000年 - 2001年） | 引退                           |
| 松井稼頭央               | 2004年4月6日  | 2010年5月18日 | 630            | ニューヨーク・メッツ（2004年 - 2006年） コロラド・ロッキーズ（2006年 - 2007年） ヒューストン・アストロズ（2008年 - 2010年） | 引退                           |
| 松井秀喜                 | 2003年3月31日 | 2012年7月22日 | 1,236          | ニューヨーク・ヤンキース（2003年 - 2009年） ロサンゼルス・エンゼルス・オブ・アナハイム（2010年） オークランド・アスレチックス（2011年） タンパベイ・レイズ（2012年） | 引退                           |
| 松坂大輔                 | 2007年4月5日  | 2014年9月25日 | 158            | ボストン・レッドソックス（2007年 - 2012年） ニューヨーク・メッツ（2013年 - 2014年） | 引退                           |
| マック鈴木               | 1996年7月7日  | 2002年6月28日 | 117            | シアトル・マリナーズ（1996年、1998年 - 1999年） カンザスシティ・ロイヤルズ（1999年 - 2001年） コロラド・ロッキーズ（2001年） ミルウォーキー・ブルワーズ（2001年） カンザスシティ・ロイヤルズ（2002年）                                                                                                  | 引退                           |
| 村上雅則                 | 1964年9月1日  | 1965年10月1日 | 54             | サンフランシスコ・ジャイアンツ（1964年 - 1965年） | 引退                           |
| 村田透                   | 2015年6月28日 | 2015年6月28日 | 1              | クリーブランド・インディアンス（2015年） | ソコル・フボルカー             |
| 藪恵壹                   | 2005年4月9日  | 2008年9月27日 | 100            | オークランド・アスレチックス（2005年） サンフランシスコ・ジャイアンツ（2008年） | 引退                           |
| 薮田安彦                 | 2008年4月5日  | 2009年10月4日 | 43             | カンザスシティ・ロイヤルズ（2008年 - 2009年） | 引退                           |
| 山口俊                   | 2020年7月26日 | 2020年9月27日 | 17             | トロント・ブルージェイズ（2020年） | 引退                           |
| 吉井理人                 | 1998年4月5日  | 2002年9月11日 | 162            | ニューヨーク・メッツ（1998年 - 1999年） コロラド・ロッキーズ（2000年） モントリオール・エクスポズ（2001年 - 2002年） | 引退                           |
| スティーブン・ランドルフ | 2003年3月31日 | 2007年9月28日 | 109            | アリゾナ・ダイヤモンドバックス（2003年 - 2004年） ヒューストン・アストロズ（2007年） | 引退                           |
| デーブ・ロバーツ         | 1999年8月7日  | 2008年9月27日 | 832            | クリーブランド・インディアンス（1999年 - 2001年） ロサンゼルス・ドジャース（2002年 - 2004年） ボストン・レッドソックス（2004年） サンディエゴ・パドレス（2005年 - 2006年） サンフランシスコ・ジャイアンツ（2007年 - 2008年）                                                                            | 引退                           |
| 和田毅                   | 2014年7月8日  | 2015年9月4日  | 21             | シカゴ・カブス（2014年 - 2015年） | 引退                           |